# Musée Manoli
Le musée Manoli est un musée d'art constitué en groupement d'intérêt public, situé à La Richardais, consacré à l’œuvre du sculpteur Pierre Manoli (1927-2001).